# Вилабате
Вилабате (итал. Villabate) је насеље у Италији у округу Палермо, региону Сицилија.
Према процени из 2011. у насељу је живело 19031 становника. Насеље се налази на надморској висини од 56 м.

## Становништво
| 1931. | 1936. | 1951. | 1961. | 1971.  | 1981.  | 1991.  | 2001.  | 2011.  |
| ----- | ----- | ----- | ----- | ------ | ------ | ------ | ------ | ------ |
| 6.421 | 6.992 | 8.097 | 9.213 | 10.353 | 12.659 | 14.877 | 18.371 | 19.819 |